# Новоівановський 4-й
Новоіва́новський 4-й (рос. Новоивановский 4-й) — селище у складі Чебулинського округу Кемеровської області, Росія.
Стара назва — Восход.

## Населення
Населення — 81 особа (2010; 88 у 2002).
Національний склад (станом на 2002 рік):
- росіяни — 83 %